# Tractat dels Toros de Guisando
El Tractat dels Toros de Guisando o Concòrdia dels Toros de Guisando és el nom d'un acord establert al turó de Guisando (al costat del grup escultòric homònim, a l'actual localitat d'El Tiemblo a Àvila), el 18 de setembre de 1468, entre el rei de Castella Enric IV i la seva germanastra Isabel I de Castella, pel qual aquesta era proclamada Princesa d'Astúries, i per tant, reconeguda com a hereva de la Corona de Castella.
Com que no hi ha documents o referències contemporanis que confirmin la seva existència, alguns historiadors pensen que va poder ser una història creada més tard per a legitimar la successió. La guerra civil havia començat a Castella en 1464, quan una sèrie de nobles s'havia rebel·lat amb la intenció de fer abdicar al rei i deposar el seu valido, Beltrán de la Cueva. Els nobles rebels van arribar a deposar simbòlicament Enric IV i a entronitzar en el seu lloc al seu germanastre Alfons en 1465. No obstant això, la mort de l'infant al juliol de 1468 va convertir a la germanastra d'Enric, Isabel, en el candidat dels nobles rebels. No obstant això, la infanta va preferir pactar amb el seu germà, utilitzant com mediador a Antonio de Veneris. Després d'unes vistes realitzades a Castronuevo, es va arribar a un acord preliminar, pel qual finalitzaria la guerra. L'acord es va formalitzar el 18 de setembre de 1468 a Toros de Guisando. Mitjançant l'acord, tot el regne tornava a l'obediència del rei i a canvi Isabel passava a ésser princesa d'Astúries i rebia un ampli patrimoni. El matrimoni de la princesa havia de realitzar-se només amb el consentiment previ del rei. Joana, la filla d'Enric IV, quedava desplaçada de la possible successió, al declarar-se nul el matrimoni del rei i la reina. No obstant això, les noces d'Isabel amb l'infant aragonès Ferran, sense aprovació del rei, celebrades a Valladolid (1469), va motivar el repudi de la Concòrdia per Enric IV. El rei va reconèixer novament els drets de la seva filla Joana en la Cerimònia del Valle de Lozoya (25 de novembre de 1470).